# Мята длиннолистная
Мя́та длинноли́стная (лат. Méntha longifólia) — многолетнее травянистое растение, вид рода Мята (Mentha) семейства Яснотковые (Lamiaceae).

## Распространение и экология

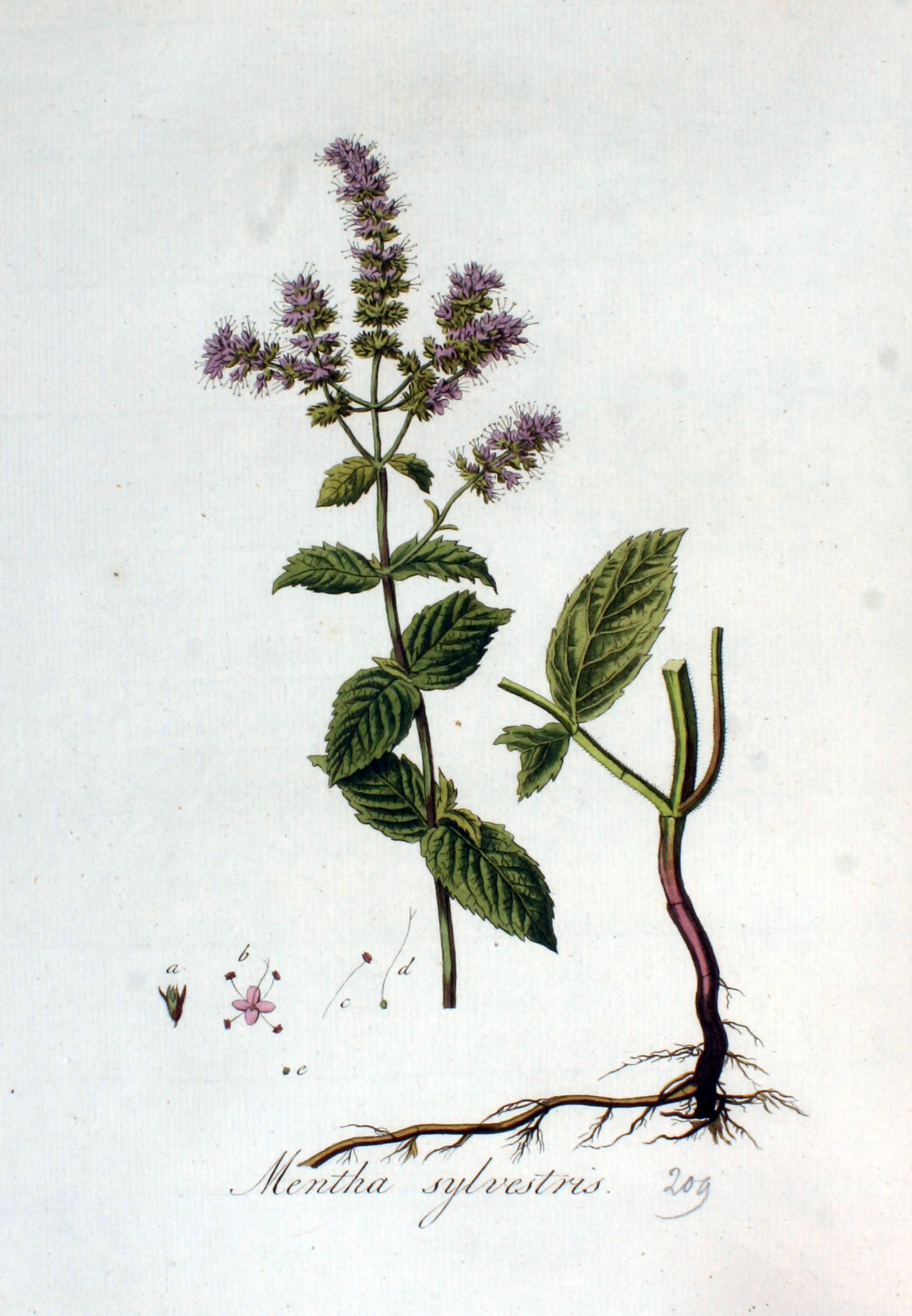
Ботаническая иллюстрация Жана Копса из книги Flora Batava Vol.3, 1814

Произрастает в Африке, Азии и практически на всей территории Европы. В России встречается в европейской части (включая Северный Кавказ) и Западной Сибири.
Растёт во влажных местах и по берегам рек.

## Ботаническое описание
Растение мягко-пушистое, высота стебля 30—75 см.
Листья сидячие, серовато пушисто-войлочные.
Мутовки цветков в густых цилиндрических колосьях.
Цветёт в июне—августе.

## Химический состав
В надземных частях свежих растений содержится 0,08—0,15 % аскорбиновой кислоты, 0,3—0,5 % эфирного масла. Наибольшее его количество обнаружено в листьях до появления бутонов. Масло светло-жёлтого цвета с приятным запахом, содержит ментол, пулегон, ментон и карвакрол. В масле некоторых форм обнаружен линалоол.

## Значение и применение
Мяту длиннолистную издавна культивируют и используют как пряность: до цветения — надземную часть целиком, в период цветения — только листья. Выделенное из растения эфирное масло применяют в фармацевтической, мыловаренной и парфюмерной промышленности, в кондитерском и ликёрном производстве, при выработке зелёного сыра.
Лекарственное значение имеют листья и эфирное масло. Настои листьев применяют внутрь при желудочных заболеваниях, как средство, улучшающее пищеварение, при желудочных коликах, тошноте и в качестве болеутоляющего; наружно — для ванн, примочек. Мятное масло используют как корригенс (для улучшения вкуса лекарств), кроме того, наружно — при ревматизме, невралгии.

## Классификация
В рамках вида выделяют несколько подвидов:
- Mentha longifolia subsp. capensis (Thunb.) Briq.
  - Mentha capensis Thunb.
- Mentha longifolia subsp. grisella (Briq.) Briq.
- Mentha longifolia subsp. hymalaiensis Briq.
  - Mentha royleana Benth.
- Mentha longifolia subsp. longifolia
  - Mentha candicans Mill.
  - Mentha spicata var. longifolia L.
- Mentha longifolia subsp. noeana (Briq.) Briq.
- Mentha longifolia subsp. polyadenia (Briq.) Briq.
  - Mentha sylvestris subsp. polyadenia Briq.
- Mentha longifolia subsp. typhoides (Briq.) Harley
  - Mentha sylvestris subsp. typhoides Briq.
- Mentha longifolia subsp. wissii (Launert) Codd.